# Родриго Гонсалес де Лара
Родриго Гонсалес де Лара (исп. Rodrigo González de Lara; упоминается в 1078—1143 годах) — кастильский аристократ и военачальник из дома де Лара. В начале своей карьеры он правил половиной Астурии, отошедшей к Кастилии. Он был верен короне на протяжении всего правления королевы Кастилии Урраки (1109—1126), в течение которого он был женат на сводной сестре королевы и правил значительной частью старого графства Кастилия. Он и его старший брат Педро Гонсалес возглавили оппозицию королю Альфонсо VII в начале его правления (1126—1157). Он возглавил восстание в 1130 году и был изгнан в 1137 году. Он был активным участником Реконкисты, много путешествовал по Испании, но скончался в Палестине.

## Ранняя биография
Родриго был сыном Гонсало Нуньеса де Лара и Годо Нуньес, а также родственником Гонсало Сальвадореса . Наследство самого Родриго было скромным.
Некий Родриго Гонсалес, который был альфересом (знаменосцем) короля Альфонсо VI в 1078—1081 годах, возможно, был Родриго Гонсалес де Лара. Если так, то он был очень стар, когда скончался. Альферес действительно подписал carta de arras (хартию выкупа невесты) Родриго Диаса де Вивара, Эль-Сид Кампеадора, в 1080/1081 году . Родриго Гонсалес, который подписал восемь королевских дипломов в 1092—1099 годах, также был идентифицирован с альфересом, сыном Гонсало Нуньеса и более поздним крестоносцем.

## Управление Астурией (1112—1130)
Родриго Гонсалес де Лара впервые появляется с феодальным владением от короны 29 февраля 1112 года, когда он управлял всем Кантабрийским регионом к югу от реки Миера, Валье-де-Мена и Астуриас-де-Сантильяной ранее принадлежавшей его двоюродному брату Родриго Муньосу . К 1119 году он правил Трасмьерой, регионом к северу от Миеры, который до этого также принадлежал Родриго Муньосу. Он не упоминается там после 1120 года, когда его правление распространилось на запад над Агилар-де-Кампоо . В то же время он впервые появился в качестве управляющего «в Кастилии», вероятно, ссылка на Старую Кастилию. Конечно, он не управлял всей Кастилией. Есть ссылки на «графа Родриго», управляющего Кастилией ещё 9 мая 1112 года, но это может быть и Родриго Муньос.
К 13 апреля 1121 года Родриго Гонслаенс де Лара стал графом. В 1122 году он сделал пожертвование бенедиктинскому монастырю Санта-Мария-де-Пиаска. Незадолго до 1122 года Родриго женился на Санче (род. ок. 1101), дочери короля Кастилии Альфонсо VI и его четвёртой жены Изабеллы. Она родила ему трех дочерей: Эльвиру, Санчу и Урраку.

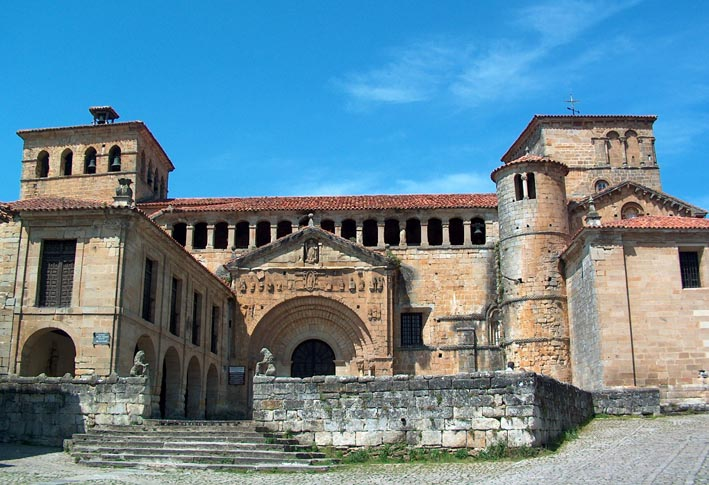
Коллегиальная церковь Сантильяна-дель-Мар, романское здание, датируемое временем Родриго. Он сделал Сантильяну своей штаб-квартирой во время своего восстания в 1130 году.

Родриго подтвердил в общей сложности пятнадцать королевских хартий во время правления королевы Кастилии Урраки. Именно в течение последних шести лет правления Урраки, периода всеобщего мира, Родриго удерживал власть в Королевстве Леон. Уже в 1120 году он управлял Лиебаной, а к 1122 году он также управлял Нангуло, Пьедрас Неграс и Тьерра-де-Кампос. К 1125 году он также правил Пернией. В частном документе от 17 июня 1126 года говорится, что Родриго и Педро владеют Лара, Кампос и Астурия-де-Сантильяна, по-видимому, совместно. Его правление ни в одном из этих мест не может быть прослежено после смерти Урраки. 10 мая 1125 года в Саагуне Родриго и королева Уррака совместно пожертвовали монастырь в Веге Ордену Фонтевро. Его жена Санча к тому времени уже умерла, а Уррака, их младшая дочь, была отдана под опеку Санчи Раймундес, сестры короля.

## Восстание противАльфонсо VII(1130—1131)
Существует фальшивый документ от 18 апреля 1125 года, в котором Родриго Гонсалес назван villicus imperatoris, то есть императорским майордомом. После смерти королевы Урраки 8 марта 1126 года «башни-Леон», то есть королевская крепость в городе Леон, отказался подчиниться её сыну и наследнику, королю Альфонсо VII, предпочитая Педро Гонсалеса де Лару, который был любовником покойной королевы, и его брата Родриго, о котором автор Chronica Adefonsi говорит: «предпочел войну, а не мир с королем». В конце концов братья были вынуждены подчиниться кастильскому королю Альфонсо VII и сделали это не так охотно, как другие магнаты.
В 1127 году Родриго Гонсалес де Лара продал поместье Арсе приходу Сантильяна-дель-Мар. В первом экземпляре частной хартии XIII века есть свидетельства того, что король Альфонсо VII пытался переманить Родриго на свою сторону, сделав его альфересом зимой 1127—1128 годов. Несмотря на свое предыдущее подчинение, Педро, Родриго и их союзники отказались присоединиться к армии Альфонсо VII, собранной в Атьенсе в 1129 году, чтобы сражаться с Альфонсо I Арагонским и Наваррским. Затем король освободил Родриго от должности альфереса, заменив его на Педро Альфонсеса. В начале 1130 года Родриго восстал против короля. Восстание, по-видимому, было задумано для того, чтобы посадить на трон Фернандо Переса де Лару, племянника Родриго, незаконнорожденного сына его брата Педро Гонсалеса и королевы Урраки. Он пользовался поддержкой Альфонсо Арагонского и его агента в Кастилии Бертрана де Риснеля, зятя Педро. В то время как Педро и Бертран взяли город Паленсию, а другой родственник Родриго, Химено Иньигес, восстал в Валенсии-де-Дон-Хуан, Родриго Гонсалес де Лара взял в руки оружие в Астуриас-де-Сантильяна, северо-западной части Кастилии. Незначительный дворянин, Педро Диас, восстал в своём замке Валье. Его подчинили братья Осорио и Родриго Мартинесы. К июню 1130 года король Кастилии отвоевал Паленсию и захватил Педро и Бертрана.
Расправившись с другими мятежниками, Альфонсо VII обратился к Астурии, где "захватил их укрепленные замки, поджег их поля и срубил их деревья и виноградники. Вынужденный просить мира, Родриго отправил послов с просьбой о встрече с королем на берегах Писуэрги. По соглашению Родриго и Альфонсо VII должны были сопровождать только шесть своих рыцарей. Во время этой встречи король пришел в такую ярость от «неуважительных замечаний» Родриго, что схватил его за горло, и они оба упали с коней. При этих словах свита Родриго разбежалась, и граф был схвачен как обычный пленник. Родриго обнаружил, что его замки и феоды конфискованы, а Астурия передана в руки Родриго Гомеса. Существует запись о комитете Rodericum Gundisalui de Asturias («граф Родриго Гонсалес Астурийский»), который присутствовал 3 ноября 1140 года на слушании спора между епископом Бургоса Рамиро и епископом Калахорры Санчо в присутствии короля, но это, вероятно, ненадежно. Вряд ли Родриго когда-нибудь вернет себе место в Восточной Астурии. Через несколько дней после того, как он был освобожден (только после того, как все его замки и феоды были захвачены по приказу короля), Родриго вернулся, чтобы признать свои преступления и просить милости, которую он получил в конце 1131 года, когда он был назначен алькайдом Толедо вместо Гутьерре Армильдеса, который умер.

## Пограничное правило (1131—1137)

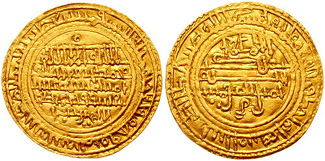
Золотые альморавидских динары, которые, должно быть, составляли значительную часть добычи, с которой граф Родриго Гонсалес вернулся из своей большой набеговой экспедиции в 1132 году.

Родриго Гонсалес де Лара "вел многочисленные войны против мавров. Он убил многих и взял много пленных. Он также увез с их земель большое количество добычи .
Деятельность Родриго Гонсалеса де Лары в Толедо можно проследить в документах за 1132—1136 годы, и он также был губернатором Сеговии в 1133 году. Согласно Chronica Adefonsi, что король Альфонсо «доверил ему Толедо и обширные территории на границе и в Кастилии» и он был назначен командующим всеми войсками в Толедо и лидером Эстремадуры. В июне 1132 года он собрал ополчение Авилы, Сеговии, Толедо и других городов, находящихся под юрисдикцией Толедо, и объединил эти силы с ещё более крупной армией, набранной из Кастилии и Эстремадуры. Затем он повел их в набег на мусульманскую территорию, вниз по долине Гвадалквивира, опустошая окрестности Севильи. Chronica Adefonsi отмечает, что он «срубил плодовые деревья» He took many captives and a large booty.. Он взял много пленных и большую добычу. Альморавидский губернатор (или король) Севильи Умар собрал большую армию из числа своих союзников и сражался с Родриго в решительном сражении. Родриго разделил свою пехоту на две группы, лучников и пращников и поставил своих самых храбрых людей впереди. Вторая линия состояла из ополчения Авилы, которое занимало арабское крыло, и третьей линии ополчения Сеговии, которая противостояла альморавидскому и андалузскому (туземному) крылу. Ополчение Толедо и войска из Транс-Сьерра и Кастилии были оставлены в резерве в тылу, под личным командованием Родриго «для усиления слабых и оказания медицинской помощи раненым». Умар был схвачен и в конечном счете обезглавлен. Это сражение было настолько важным, что оно было записано в трех хрониках: хронике Адефонси, Анналах Толедо и арабская хронике Ибн Идхари (который ошибается, датируя её 1130 годом) .
Победа Родриго вдохновила контингент из Саламанки пойти на рейд на район Бадахоса. Некоторые мулади, мусульмане, жившие под властью христиан, бежавшие из лагеря Родриго, перешли на сторону альморавидского султана Али ибн Юсуфа, который быстро атаковал и разгромил их.

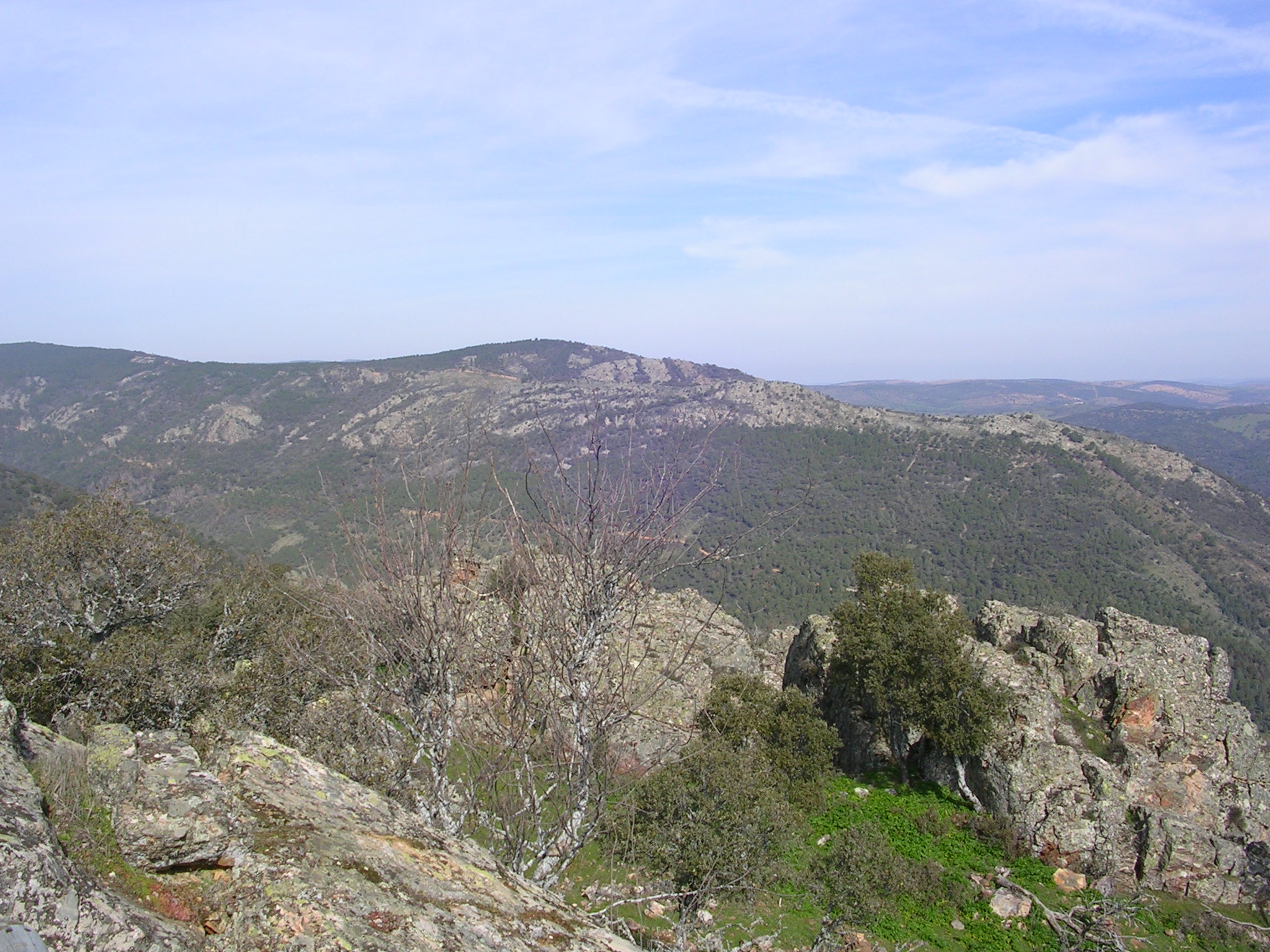
Перевал Деспенаперрос, через который Родриго Гонсалес вел половину королевской армии в 1133 году.

В конце мая 1133 года Родриго Гонсалес де Лара командовал часть королевской армии, вышедшей из Толедо. Армия была разделена "из-за нехватки питьевой воды … да и травы не хватало, чтобы накормить животных. Родриго повел свои войска через перевал Деспеньяперрос. Две армии пересекли необитаемую территорию в течение пятнадцати дней, прежде чем встретиться перед вражеским замком Галедо. После этого армия следовала тем же маршрутом, что и в предыдущем году: Долина Гвадалквивир до Севильи, но затем продолжила движение к Херес-де-ла-Фронтера, который был разграблен, и Кадису, разорив окрестности города. К концу лета армия вернулась в Толедо с огромной добычей верблюдов, лошадей, крупного рогатого скота, овец и коз. В июле 1135 года Альфонсо дал ему и Родриго Мартинесу некоторое имущество, конфискованное у другого мятежника, астурийского магната Гонсало Пелаеса. Один историк полагает, что примерно в это же время он вернул себе давно утраченное поместье Астуриас-де-Сантиальяна.
К июлю 1135 года Родриго Гонсалес де Лара заключил второй брак с Эстефанией (? — 1143), дочерью графа Эрменгола V Урхельского и вдовой кастильского магната Фернандо Гарсия де Хиты . Эстефания получила carta de arras от своего первого мужа 12 ноября 1119 года, и она овдовела около 1125 года. Несмотря на это, 6 сентября 1135 года Родриго похвалил свою новую жену за её молодость в своей carta de arras. 7 сентября 1135 года Родриго стал свидетелем пожертвования церквей в Тобаре и Лагуне его старшей дочери Эльвиры и её мужа, брата его новой жены, графа Эрменгола VI Урхельского, в пользу монастыря Санта-Мария-де-Вальядолид. Эстефания родила Родриго двух сыновей, Педро и Родриго.

## Изгнание и скитания (1137—1143)

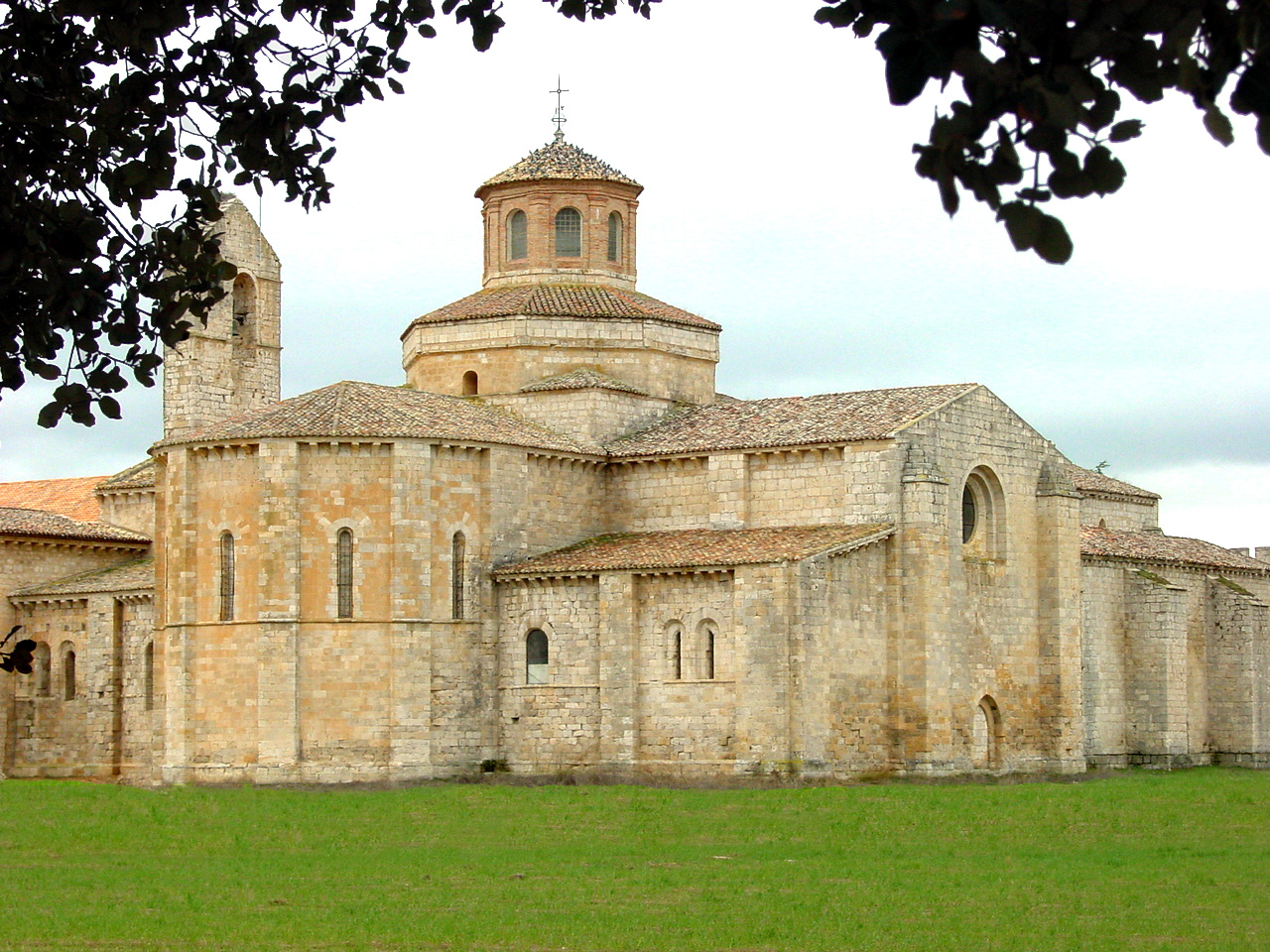
Монастырь в Вальбуэна-де-Дуэро был основан женой Родриго Эстефанией незадолго до его последнего паломничества в Иерусалим, во время которого она не сопровождала его.

3 февраля 1137 года Родриго Гонсалес де Лара сделал пожертвование собору Сеговии. Вскоре после этого, по неизвестным причинам, Родриго впал в немилость и был изгнан. Согласно по меньшей мере одной рукописи, Хроника Альфонсо Императора, это произошло в октябре 1134 года, но документальные свидетельства, по-видимому, указывают на то, что это действительно произошло в 1137 году. По собственной воле он сдал Толедо и другие феоды, которыми он владел, включая Агилар-де-Кампоо и Старую Кастилию согласно королевским документам, датированным 1 апреля 1137 года, лично королю. Родриго решил превратить свое изгнание в паломничество. Он посетил Иерусалим и сражаясь с мусульманами на Святой Земле в течение двух лет. Он якобы построил замок под названием Торон (позже le Toron des Chevaliers, современный Латрун), выходящий на Аскалон, который тогда ещё находился в руках мусульман. Хроника говорит, что он разместил там гарнизон "с рыцарями, пехотинцами и провизией, и он передал замок Ордену тамплиеров. В 1137 или 1138 году Рорго Фретеллус, каноник Назаретской церкви, посвятил свое описание святых мест Родриго.
Родриго Гонсалес де Лара вернулся в Испанию через Адриатику и Италию в 1139 году и, будучи лишен возможности вернуться в Кастилию или свои родовые земли, жил при различных дворах на востоке полуострова . Некоторое время он служил графу Барселоны Раймонду Беренгару IV, который сделал его сеньором Уэски и Хаки в 1139—1141 годах. Позднее он был на службе к королю Наварры Гарсии Рамиресу, а затем альморавидскому губернатору Валенсии, Абенгании. Хроника Альфонсо говорит, что, хотя он пробыл в Валенсии всего несколько дней, он заразился проказой (от «сарацинского зелья») . Он ненадолго вернулся в Кастилию, где 8 февраля 1141 года даровал деревню Уэрмесес бенедиктинцам Арлансы. В конце концов он направился в Урхель, где 24 марта 1143 года он стал свидетелем, как и Рорик, окончательной воли и завещания своего шурина и зятя, графа Эрменгола VI. Его дочь Эльвира, вероятно, скончалась к тому времени. Где-то в 1143 году или после него он вернулся в Святую Землю и там умер. Незадолго до смерти своего мужа Эстефания основала цистерцианский монастырь в Вальбуэна-де-Дуэро (15 февраля 1143 года) . Её сыновья, в отличие от сыновей брата её мужа, никогда не достигали такого высокого положения в королевстве, как их отец.
Историк Антонио Суарес де Аларкон владел несколькими рукописными фрагментами хроники, которые были использованы историком Энрике Флоресом при внесении поправок в первое опубликованное издание текста Франсиско де Берганса. Сам Аларкон широко использовал только те отрывки, которые касались Родриго Гонсалеса, поскольку он установил происхождение маркизов де Тросифаль от него в своих Relaciones genealógicas de la casa de los Marqueses de Trocifal, Condes de Torresvedras (Мадрид, 1656).